# Союз ТМ-2
Союз ТМ-2 е космически кораб от серията „Союз ТМ“.

## Екипаж

### При старта

#### Основен
- Юрий Романенко (3) – командир
- Александър Лавейкин (1) – бординженер

#### Дублиращ
- Владимир Титов – командир
- Александър Серебров – бординженер

### При кацането
- Александър Викторенко (1) – командир
- Александър Лавейкин (1) – бординженер
- Мохамед Фарис (1) – космонавт-изследовател

## Параметри на мисията
- Маса: 7100 кг
- Перигей: 341 км
- Апогей: 365 км
- Наклон на орбитата: 51,6°
- Период: 91,6 мин

## Описание на полета
Това е втората основна експедиция на орбиталната станция „Мир“. Юрий Романенко, прекарва в космоса повече от 326 денонощия, а Лавейкин е принуден да се върне на Земята по-рано от предвиденото поради здравословни проблеми (сърдечна недостатъчност).
По време на полета на екипажа на „Союз ТМ-2“ на станцията към нея стартира модулът „Квант“. На 2-ри и 5 април модулът прави основните маневри по скачване за станцията „Мир“. Първият опит е неуспешен – приблизително на разстояние около 200 м от станцията системата за скачване „Игла“ загубва пеленг и модулът минава на 10 метра от нея. Модулът „Квант“ се отдалечават на 400 км и неговите двигатели са използвани за завръщането му. Втория опит за първично скачване е успешно завършен на 9 април 1987 г. Окончателното скачване, обаче не успява да се осъществи. По този начин на скачване било невъзможно да се коригира ориентацията на станцията заради опасността от поврежденето и. За изясняване на ситуацията на 11 април екипажът на станцията прави излизане в открития космос. Оказва се, че за окончателното скачване пречел станционен отпадък, намиращ се в стиковъчния възел. След като боклукът е премахнат „Квант“ е окончателно прикачен към станцията, а неговият функционално-товарен блок се откачва от „Квант“ и на 12 април е върнат на Земята.

### Космически разходки
| № | Участници                          | Начало                  | Край                    | Продължителност    |
| - | ---------------------------------- | ----------------------- | ----------------------- | ------------------ |
| 1 | Александър Лавейкин Юрий Романенко | 11 април 1987 19:41 UTC | 11 април 1987 23:21 UTC | 3 часа и 40 минути |
| 2 | Александър Лавейкин Юрий Романенко | 12 юни 1987 16:55 UTC   | 12 юни 1987 18:48 UTC   | 1 час и 53 минути  |
| 3 | Александър Лавейкин Юрий Романенко | 16 юни 1987 15:30 UTC   | 16 юни 1987 18:45 UTC   | 3 часа и 15 минути |